# Мансірі-Гімал
Мансірі-Гімал (також Манаслу-Гімал, Гуркха-Гімал) — гірський масив в  Гімалаях, розташований на півночі центральної частини Непалу, приблизно в 120 км на північний захід від Катманду.
Найвища гора в масиві —  восьмитисячник Манаслу (8156 м).

## Географія
Незважаючи на те, що масив Мансірі-Гімал займає порівняно невелику площу, в його складі знаходяться три вершини, що входять до двадцятки  найвищих гір світу:
| Вершина    | Висота, м | Координати                                                            | Примітки                      |
| ---------- | --------- | --------------------------------------------------------------------- | ----------------------------- |
| Манаслу    | 8156      | 28°33′0″ пн. ш. 84°33′35″ сх. д. / 28.55000° пн. ш. 84.55972° сх. д.  | 8-а за висотою вершина світу  |
| Гімалчулі  | 7893      | 28°26′8″ пн. ш. 84°38′32″ сх. д. / 28.43556° пн. ш. 84.64222° сх. д.  | 18-а за висотою вершина світу |
| Нгаді Чулі | 7871      | 28°30′12″ пн. ш. 84°33′59″ сх. д. / 28.50333° пн. ш. 84.56639° сх. д. | 20-а за висотою вершина світу |

З південного заходу Мансірі-Гімал відділений долиною річки Марс'янді від гірського масиву Аннапурна. Східну межу Мансірі Гімал утворює річка Бурі-Гандаки, північно-західну — річка Дудх-Кхола (ліва притока Марс'янді), що протікає між масивами Мансірі-Гімал і Пері-Гімал.
На території гірського масиву Мансірі-Гімал в 1998 р. був заснований Національний парк Манаслу (англ. Manaslu Conservation Area).

## Туризм
Навколо масиву Мансірі-Гімал проходить піший туристський маршрут  «Трек навколо Манаслу», регулярно відвідуваний любителями  гірського туризму з різних країн світу.

## Ресурси Інтернету
- Вікісховище має мультимедійні дані за темою: Мансірі-Гімал

| Непал | Це незавершена стаття з географії Непалу. Ви можете допомогти проєкту, виправивши або дописавши її. |